# 鴉 KARASU
『鴉 KARASU』（からす）は、D-BOYSによる日本の舞台作品。
D-BOYS STAGE初の幕末もので、春（04）と秋（10）の2組に分け上演。

## 登場人物

### 衝撃隊
細谷十太夫直英（）
演 - 鈴木裕樹、遠藤雄弥
仙台藩・衝撃隊隊長。故郷を守るため、己の信念を貫くため、衝撃隊を率いて長州勢を返り討つ。そのカリスマ性で無法者達を纏め上げる。
嘗て京都で土方歳三に出会っておりそ、その影響を受ける。その時に土方作の俳句集を拾っており、いまだに所持している。
乾進之介（）
演 - 中村昌也、三上真史
衝撃隊副隊長。偏見が強く、仙台藩の侍だけを武士と認めている。その為隊士との衝突が絶えない。
宗次（）
演 - 高橋龍輝、碓井将大
太一の弟。『衝撃隊』に入隊するが兄と違い武士になりたいとは思っていない。
不思議な力を持ち、見る夢がよく当たる。
太一（）
演 - 柳下大、中村優一
宗次の兄。武士となり、どん底の生活から這い上がるべく、弟と共に『衝撃隊』に入隊をする。
五郎（）
演 - 柳浩太郎、和田正人
いつも酒ばかり飲んでる掴みどころない経歴不明の謎の男。火縄銃の名手で百発百中の腕前の持ち主。
堀田半兵衛（）
演 - 牧田哲也、山田悠介
山形藩を脱藩した元武士。言葉はいっさい喋らず、筆談で交わす。坊主頭である為僧侶によく間違われている。
竜（）
演 - 足立理、瀬戸康史
斧が親友のキコリ。母の胸の病を治すため侍になることを決意する。
寅吉（）
演 - 五十嵐隼士、荒木宏文
女好きで博打好きのゴロツキ。血気盛んでキレやすく、喧嘩っぱやい。

## スタッフ
- 脚本 - 羽原大介
- 演出 - 茅野イサム
- 協賛 - 東洋水産
- 主催 - ワタナベエンターテインメント、ネルケプランニング
- 企画・製作 - ワタナベエンターテインメント

## 漫画版
『ヤングガンガン』（スクウェア・エニックス）2009年19号から2011年21号まで連載された。
- 原作 - 町田一八
- 作画 - 柳ゆき助
- キャラクターデザイン - 大暮維人
- 原案 - 羽原大介
- 監修 - 茅野イサム
- 企画・立案 - ワタナベエンターテインメント

### 単行本
ヤングガンガンコミックスとして全4巻が発行。
1. ISBN 978-4-7575-2899-4（2010年6月）
2. ISBN 978-4-7575-3041-6（2010年10月）
3. ISBN 978-4-7575-3211-3（2011年4月）
4. ISBN 978-4-7575-3490-2（2012年1月）